# Teucrium aragonense
Teucrium aragonense là một loài thực vật có hoa trong họ Hoa môi. Loài này được Loscos & J.Pardo miêu tả khoa học đầu tiên năm 1863.